# 노비드부르군 (마조프셰주)

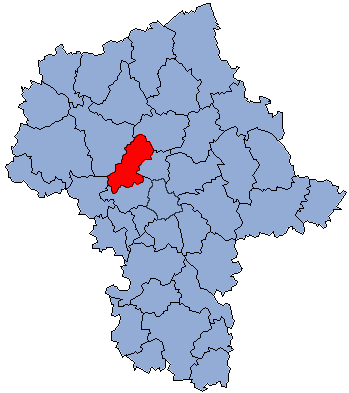
마조프셰주 지도에 표시된 노비드부르군의 위치

노비드부르군(폴란드어: powiat nowodworski)은 폴란드 마조프셰주에 위치한 군으로 군청 소재지는 노비드부르마조비에츠키이며 면적은 691.65km2, 인구는 79,256명(2019년 기준), 인구 밀도는 110명/km2이다.
북동쪽으로는 푸우투스크군, 동쪽으로는 레기오노보군, 남쪽으로는 서바르샤바군, 남서쪽으로는 소하체프군, 북서쪽으로는 프원스크군과 접한다. 6개 지방 자치체(1개 도시, 2개 도시형 농촌, 3개 농촌)를 관할한다.

군기
군 문장